# NGC 265
NGC 265 (ook wel ESO 29-SC14) is een open sterrenhoop in de Kleine Magelhaense wolk, die zich bevindt in het sterrenbeeld Toekan. NGC 265 ligt op ongeveer 200.000 lichtjaar afstand en meet 65 lichtjaar in diameter.
NGC 265 werd op 11 april 1834 ontdekt door de Britse astronoom John Herschel.